# Xelet

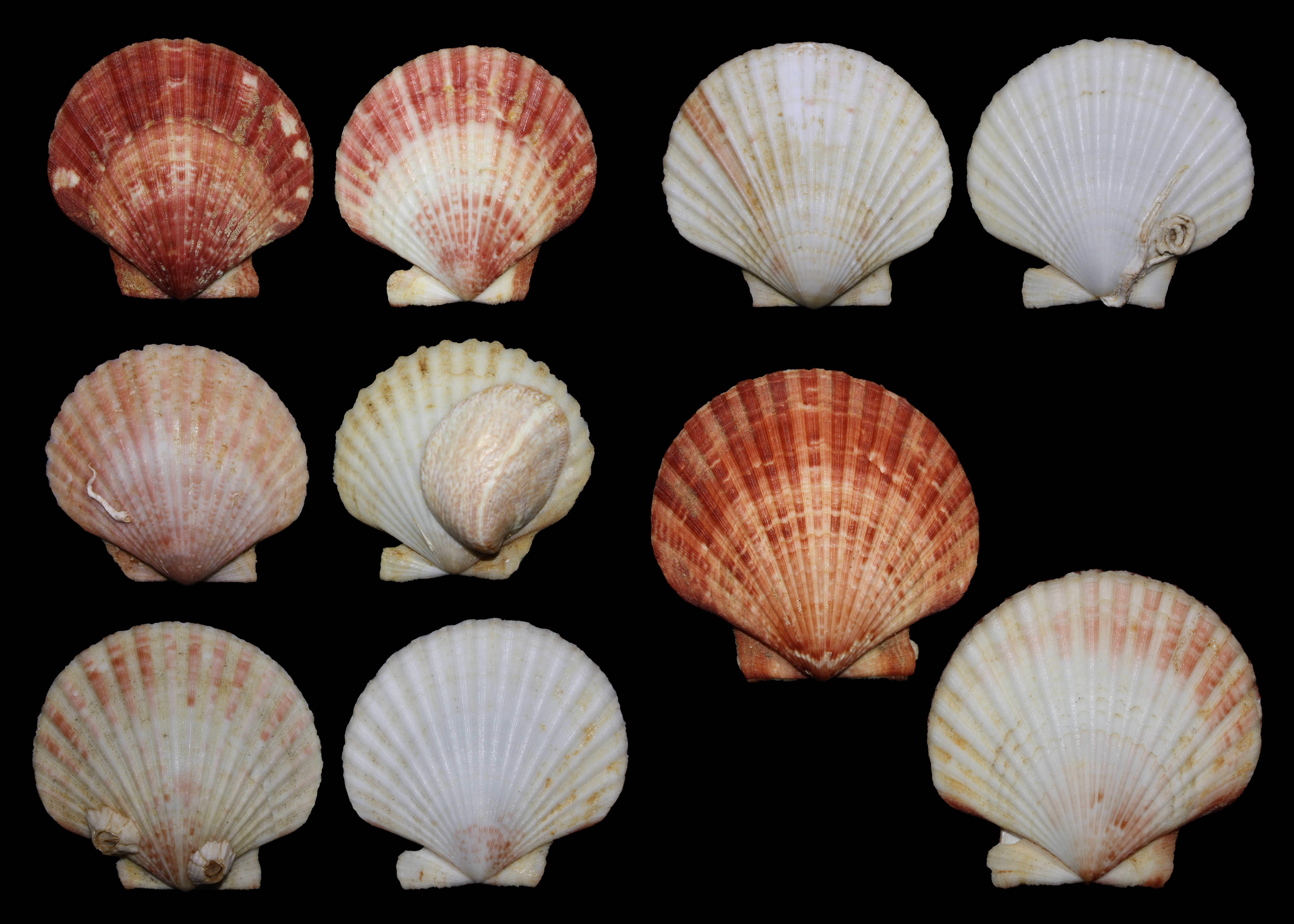
Diverses closques de xelet.

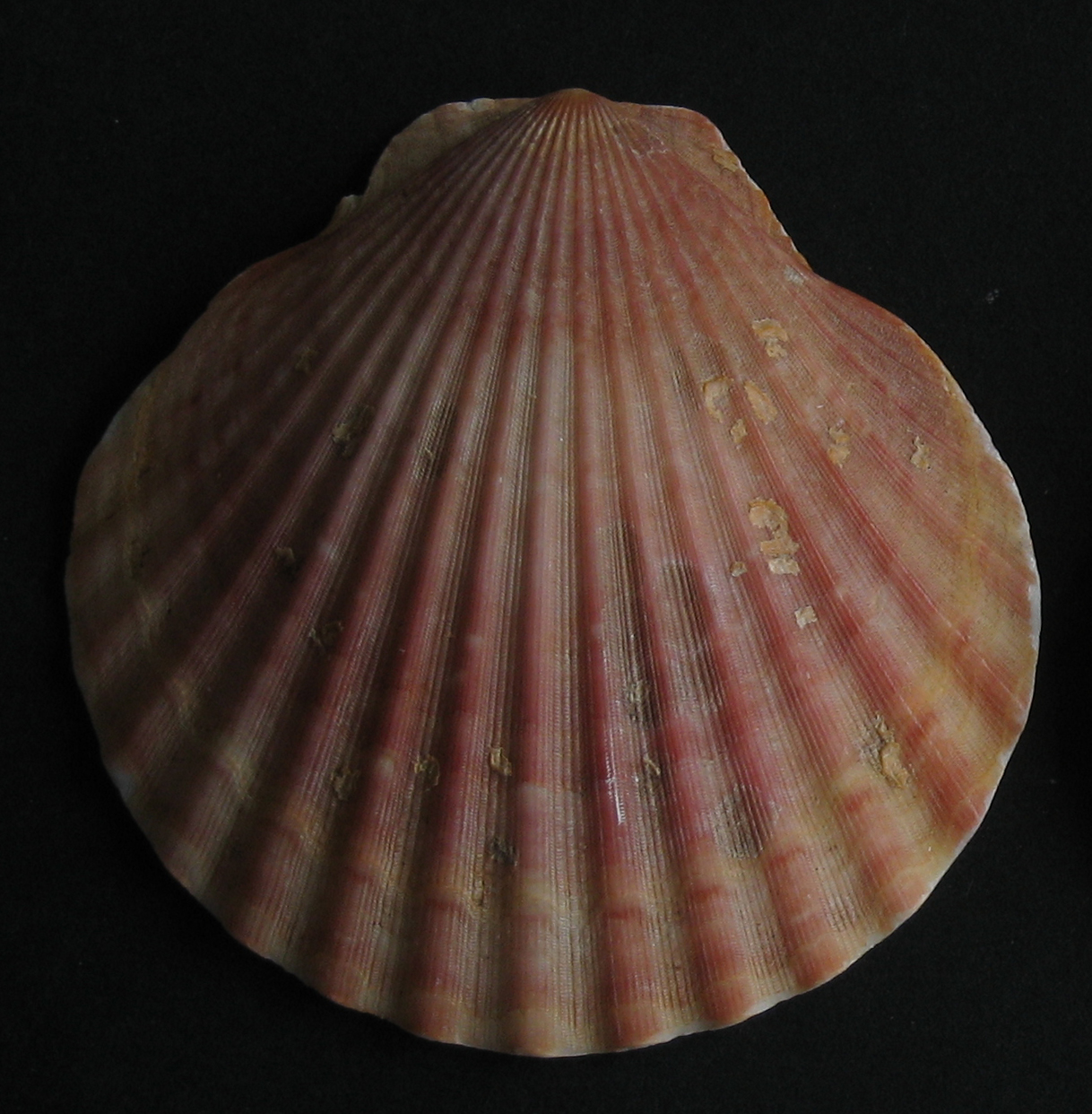
Un closca esquerra de xelet trobada a Gal·les

El xel o xelet (Aequipecten opercularis) és una espècie de vieira, un bivalve comestible marí bivalve de la família Pectinidae.
D'uns 7 cm dins mida, és una de les espècies de vieires més petites que s'exploten comercialment. La closca d'aquesta espècie és prima i trencadissa i, de vegades, força acolorida. Té aproximadament vint plecs radials. La closca esquerra és lleugerament més convexa que la dreta. Una aurícula de la vàlvula dreta és més gran que l'altra, cosa que crea una osca prop de la frontissa que fa servir el peu modificat en els exemplars joves per a fer filar el bissus. Els exemplars adults poden nedar lliurement.